# Yingshan (Nanchong)

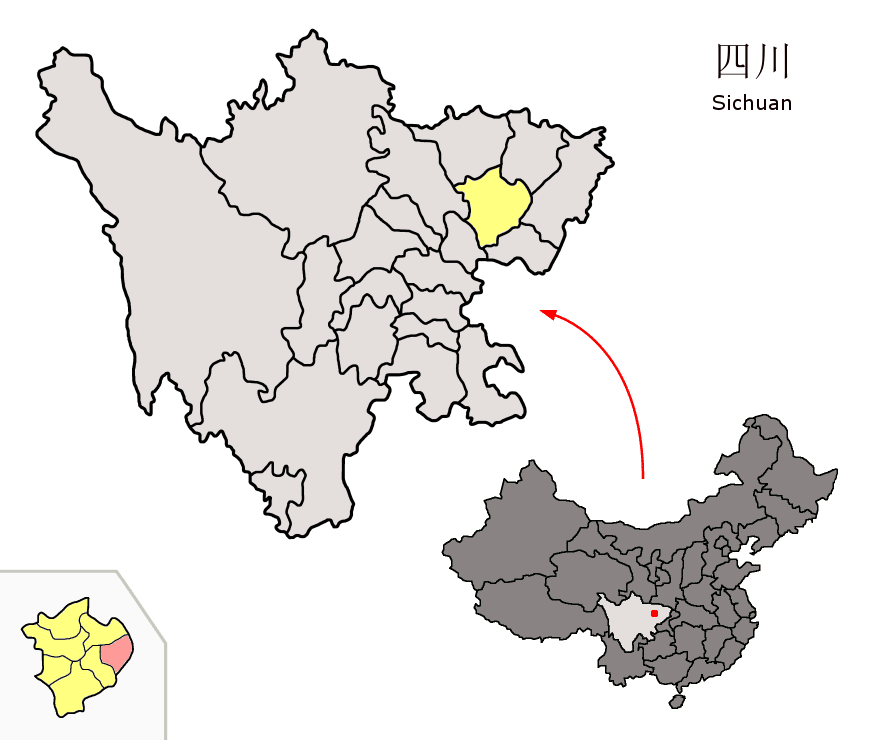
Lage des Kreises Yingshan (rosa) in der bezirksfreien Stadt Nanchong (gelb).

Der Kreis Yingshan (营山县,  Yíngshān Xiàn) ist ein Kreis der bezirksfreien Stadt Nanchong im Nordosten der südwestchinesischen Provinz Sichuan. Er hat eine Fläche von 1.633 Quadratkilometern und zählt 620.480 Einwohner (Stand: Zensus 2020). Sein Hauptort ist die Großgemeinde Langchi (朗池镇).

## Administrative Gliederung
Auf Gemeindeebene setzt sich der Kreis aus einem Straßenviertel, 21 Großgemeinden und 32 Gemeinden zusammen. 